# Louvières (Calvados)
Pour les articles homonymes, voir Louvières.
Louvières est une ancienne commune française, située dans le département du Calvados en Normandie, devenue le 1er janvier 2017 une commune déléguée au sein de la commune nouvelle de Formigny La Bataille.

## Géographie

### Localisation
| Englesqueville-la-Percée | Mer de la Manche                               | Mer de la Manche  |
| Asnières-en-Bessin       | Louvières                                      | Vierville-sur-Mer |
| Asnières-en-Bessin       | Formigny (comm. nouv. de Formigny La Bataille) | Vierville-sur-Mer |

## Toponymie
Le nom de la localité est attesté sous les formes medietatem villae de Loveriis en 1152 ou 1153 (bulle d'Eugène III), Louverias, Loveriae, Louveriae en 1195 (grand rôle de l'Échiquier de Normandie), medietatem ecclesiae de Loveriis entre 1202 et 1205 (livre noir de Bayeux), Loupvieres en 1467 (rôle de fouage paroissial).

## Histoire

### Moyen Âge
La première mention de Louvières (medietatem villae de Loveriis) date de 1152 ou 1153, où elle apparaît dans une Bulle pontificale du pape Eugène III adressé à l'évêque de Bayeux, Philippe d'Harcourt, lui confirmant les biens et les privilèges de l'église cathédrale de Bayeux, dont Louvières, avec tout ce qui appartient en ce lieu aux évêques de Bayeux et qu'ils avaient obtenu, par jugement, à la cour de Geoffroy Plantagenêt. L'évêque y possédait un fief de chevalier comme révélé dans l'enquête de 1133 sur les fiefs de l'évêché de Bayeux. Le fief était alors aux mains de Robert de Louvières et sa possession fut contestée à l'évêque de Bayeux.
Entre 1202 et 1205, Guillaume II du Hommet, connétable de Normandie, donna la moitié de l'église de Louvières qui est son fief, à la cathédrale de Bayeux, comme le mentionne un acte du livre noir de Bayeux. Le registre des fiefs de Philippe Auguste, rédigé après la conquête de Normandie, entre 1204 et 1212, nous indique que le fief de Louvières et Ducy est la possession de Guillaume de Vierville.
Aux environs de 1350, dans le pouillé du diocèse de Bayeux, un autre Guillaume de Vierville et le patron de la grande portion de la cure de Louvières.
On trouve la famille de Louvières en ce lieu avec Robert de Louvières, qui tient en hommage le quart d'un fief de haubert, en 1316, et un Jehan de Louvières cité comme noble, en 1467 et 1473, dans les rôles de fouage de la paroisse.

### Temps modernes
Après les Louvières, leurs succédèrent les Bailleul, Guillaume de Bailleul († 1569) est seigneur de Vierville et de Louvières, puis les Canivet, et, en 1669, les de La Rivière. Adrien de La Rivière († 2 septembre 1709), écuyer est seigneur et patron de deux des trois portions de la cure. Celui-ci avait donné, le 4 août 1708, la première portion à son fils Thomas († 29 septembre 1719).
En 1779, c'est Philippe de Pierres qui est seigneur et patron du lieu.

### Époque contemporaine
Le 1er janvier 2017, Louvières intègre avec trois autres communes la commune de Formigny La Bataille créée sous le régime juridique des communes nouvelles instauré par la loi no 2010-1563 du 16 décembre 2010 de réforme des collectivités territoriales. Les communes d'Aignerville, d'Écrammeville, de Formigny et de Louvières deviennent des communes déléguées et Formigny est le chef-lieu de la commune nouvelle. Ces communes déléguées sont supprimées le 26 mai 2021, transformant la fusion en fusion simple.

## Politique et administration
| Période                                  | Période       | Identité                  | Étiquette | Qualité |
| ---------------------------------------- | ------------- | ------------------------- | --------- | --- |
| 1865                                     |               | Adhémar de Pierres        |           | Ancien capitaine de chasseurs à pied châtelain de Gruchy conseiller général du canton de Trévières (avril 1859) |
|                                          |               |                           |           | |
|                                          | mars 1995     | Paulette Renée            |           | Retraitée |
| mars 1995                                | mars 2001     | Marcelle Olard            | SE        | Retraitée |
| mars 2001                                | mars 2008     | Monique Curé              | SE        | Retraitée |
| mars 2008                                | décembre 2016 | Marguerite-Marie Bindault | SE        | Agricultrice |
| Les données manquantes sont à compléter. |               |                           |           | |

Le conseil municipal était composé de sept membres dont le maire et un adjoint. Ces conseillers intègrent au complet le conseil municipal de Formigny La Bataille le 1er janvier 2017 jusqu'en 2020 et Marguerite-Marie Bindault devient maire délégué.

## Population et société

### Démographie
L'évolution du nombre d'habitants est connue à travers les recensements de la population effectués dans la commune depuis 1793. À partir du 1er janvier 2009, les populations légales des communes sont publiées annuellement dans le cadre d'un recensement qui repose désormais sur une collecte d'information annuelle, concernant successivement tous les territoires communaux au cours d'une période de cinq ans. 
Pour les communes de moins de 10 000 habitants, une enquête de recensement portant sur toute la population est réalisée tous les cinq ans, les populations légales des années intermédiaires étant quant à elles estimées par interpolation ou extrapolation. Pour la commune, le premier recensement exhaustif entrant dans le cadre du nouveau dispositif a été réalisé en 2007,.
En 2020, la commune comptait 73 habitants, en évolution de −1,35 % par rapport à 2015 (Calvados : +1,58 %, France hors Mayotte : +2,49 %).
Au premier recensement républicain, en 1793, Louvières comptait 249 habitants, population jamais atteinte depuis. Elle était la commune la moins peuplée du canton de Trévières avant le  redécoupage des cantons pour 2015.
| 1793 | 1800 | 1806 | 1821 | 1831 | 1836 | 1841 | 1846 | 1851 |
| ---- | ---- | ---- | ---- | ---- | ---- | ---- | ---- | ---- |
| 249  | 201  | 232  | 208  | 240  | 202  | 197  | 209  | 215  |

| 1856 | 1861 | 1866 | 1872 | 1876 | 1881 | 1886 | 1891 | 1896 |
| ---- | ---- | ---- | ---- | ---- | ---- | ---- | ---- | ---- |
| 205  | 185  | 194  | 173  | 166  | 145  | 131  | 135  | 143  |

| 1901 | 1906 | 1911 | 1921 | 1926 | 1931 | 1936 | 1946 | 1954 |
| ---- | ---- | ---- | ---- | ---- | ---- | ---- | ---- | ---- |
| 125  | 151  | 122  | 107  | 113  | 137  | 111  | 111  | 101  |

| 1962 | 1968 | 1975 | 1982 | 1990 | 1999 | 2007 | 2012 | 2017 |
| ---- | ---- | ---- | ---- | ---- | ---- | ---- | ---- | ---- |
| 103  | 111  | 113  | 92   | 64   | 73   | 67   | 76   | 69   |

| 2019 | - | - | - | - | - | - | - | - |
| ---- | - | - | - | - | - | - | - | - |
| 71   | - | - | - | - | - | - | - | - |

## Économie
La commune se situe dans la zone géographique des appellations d'origine protégée (AOP) Beurre d'Isigny et Crème d'Isigny.

## Culture locale et patrimoine

### Lieux et monuments

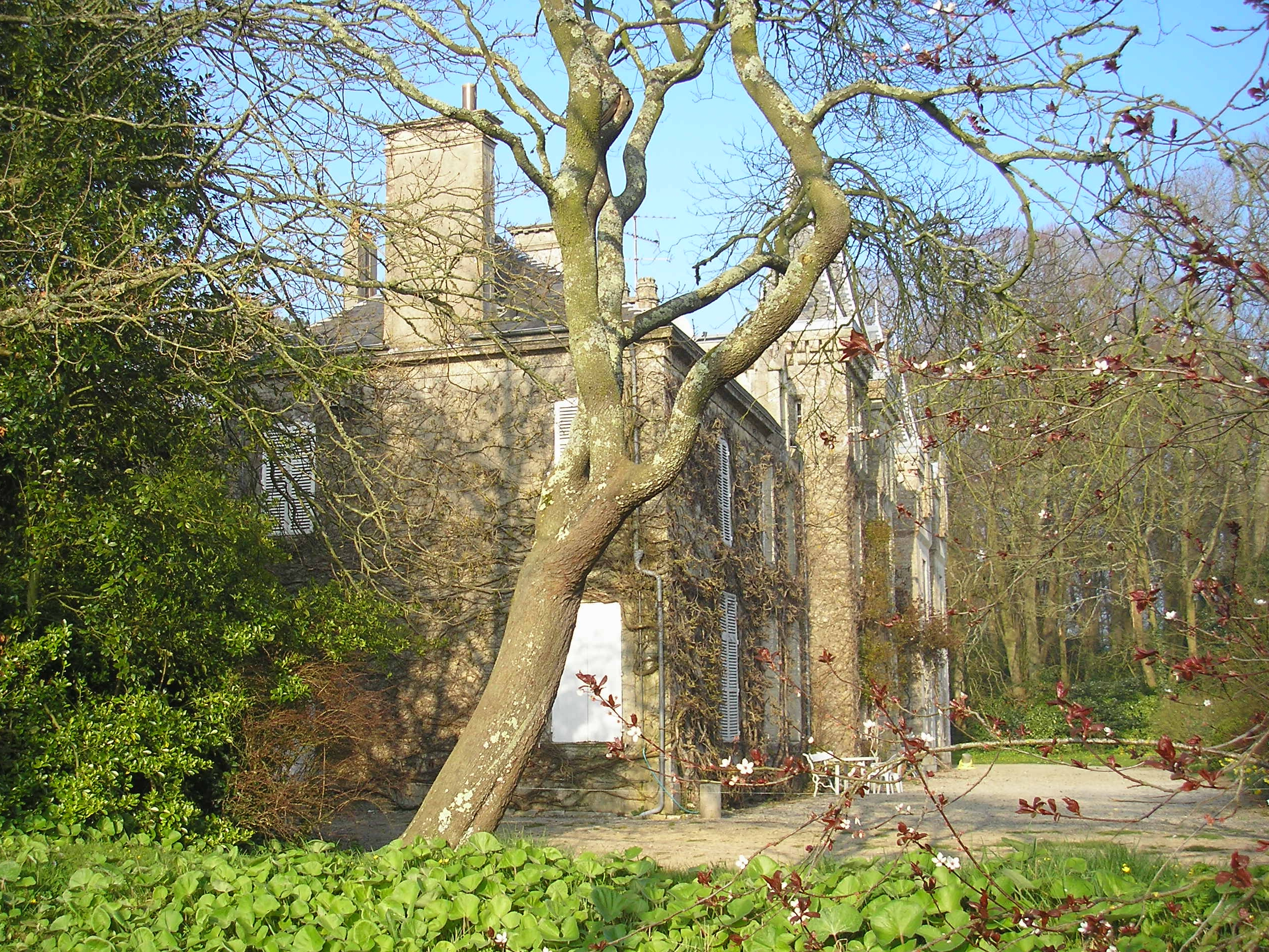
Le château de Gruchy.

- L'église Notre-Dame classée au titre des monuments historiques par liste de 1840[15].
- Château de Gruchy des XVIIIe – XIXe siècles, possession d'un descendant de la famille de Pierres[Note 5]. Un peu avant 1857, Adhémar de Pierres fera reconstruire en grande partie le château familial par l'architecte bayeusain Delauney[2].
- Falaises hautes de 40 m et pointe de la Percée.